# 北海道空港

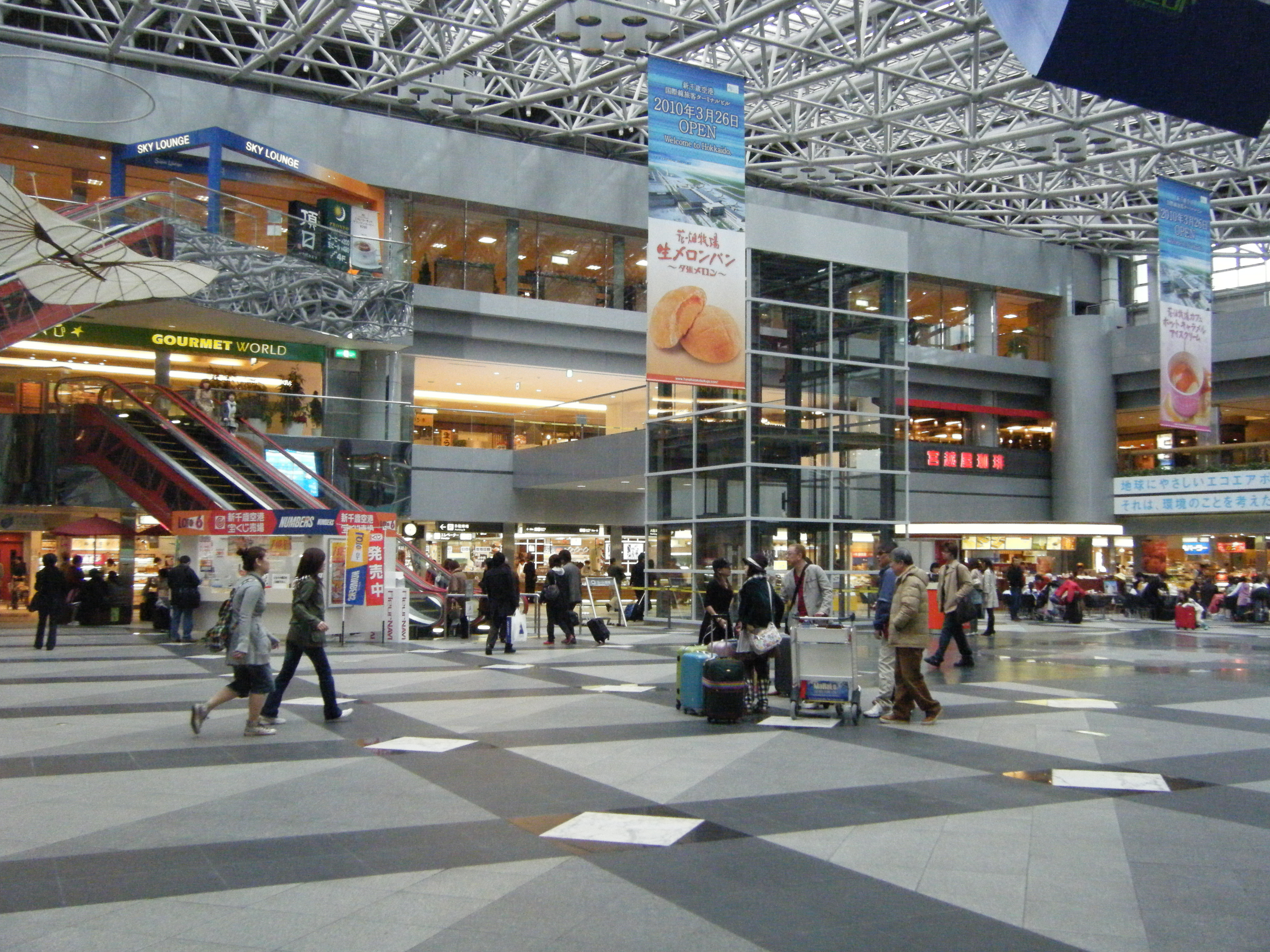
国内線ターミナル内部

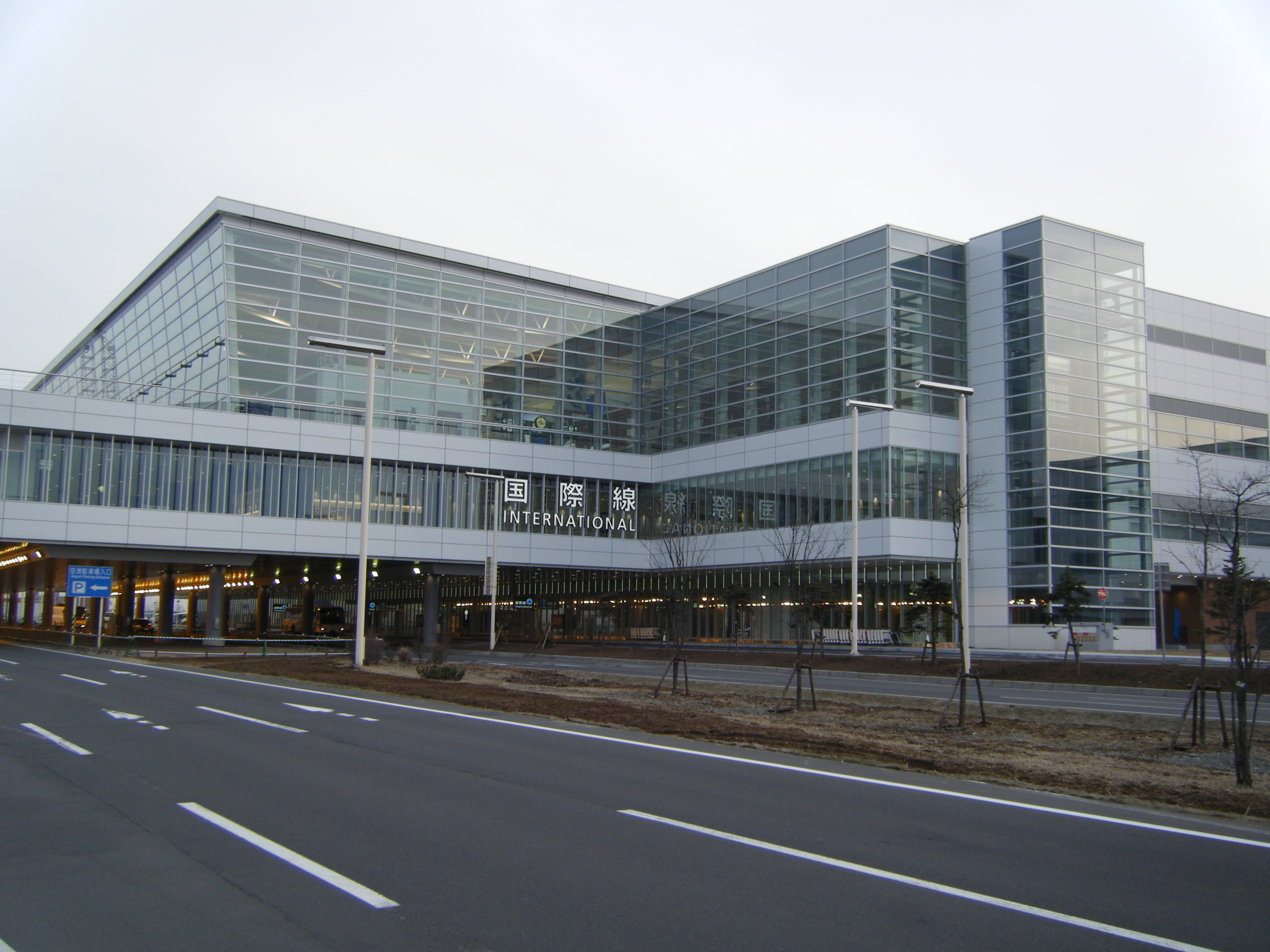
国際線ターミナル外観

北海道空港株式会社（ほっかいどうくうこう）は、かつて新千歳空港ターミナルビルを所有・管理・運営し、現在は同ターミナル内で物品販売、新千歳空港においてグランドハンドリング事業等を行う日本の企業である。

## 概要
1950年代に民間航空が再開された千歳空港において、千歳市が当初の米軍基地内のターミナルに代わる民間航空専用地区のターミナル建設を行うにあたり、日本航空の松尾静磨副社長から「会社組織での建設に取り組むのであれば出資やその他協力を行う」との意見を受けた。これをきっかけにターミナルビル建設および運営を目的に、日航やニッポン放送、北海道電力など北海道の主要企業や北海道と関連の深い財界人および周辺自治体の協力のもと、1961年に設立された。
社章は青を基調とし、航空機の銀色で中央上部に「北」と空港事業に関連して翼と空港ビルをイメージした逆T字型のモチーフをあしらい外側に太い丸と内側に白い丸を施した。また逆T字型の部分は原案では完成当時の千歳空港ターミナルビルをかたどったL字型となっていたがバランスを取るため逆T字としている。
従来、北海道や千歳市、札幌市、室蘭市、苫小牧市が出資していたが、当社を中心として新千歳空港を含む道内7空港の民営化に伴う運営会社（現北海道エアポート株式会社）を設立するにあたり、自治体からの出資金を返還し、2018年現在フジ・メディア・ホールディングスが筆頭株主となっている。
北海道エアポートによる運営を前に、2017年9月1日より新千歳空港ターミナルビルの所有・管理・運営事業は当社の完全子会社新千歳空港ターミナルビルディング株式会社へ継承され、2020年10月に同社は北海道エアポートに吸収合併された。現在の事業は新千歳空港国際線ターミナル内で免税品の販売などを行っている。
北海道リート投資法人のスポンサーの一社である。

## 事業内容
- 免税品店などの売店の経営

## 事業所
- 本社：北海道千歳市美々987-22（新千歳空港内）

## 主なグループ会社
- セントラルリーシングシステム株式会社 - 不動産の開発・賃貸・ファシリティマネジメント事業、建設事業、リース事業、保険事業
- 札幌バルナバフーズ株式会社（100%）
- 北海道百貨股份有限公司（100%）
- 株式会社えんれいしゃ（議決権比率46.3%） - 広告宣伝業、広告代理店業
  - 株式会社碧雲堂ホテル＆リゾート（えんれいしゃの議決権比率100%） - 宿泊業
  - 株式会社北海道興農社（えんれいしゃの議決権比率61.5%） - 物品販売業、農業生産事業

出典：
過去のグループ会社
- 株式会社コスモメディア（えんれいしゃの議決権比率92.5%）[8]
- 新千歳空港ターミナルビルディング株式会社 - 完全子会社で新千歳空港ターミナルビル事業を継承、2020年10月に北海道エアポートに吸収合併
- 株式会社FM NORTH WAVE（えんれいしゃの議決権比率64.8%） - FM放送（2021年3月より北の達人コーポレーション、2024年より山地ユナイテッド傘下）
- 株式会社蒼生社（耕人舎の議決権比率100%） - ターミナル内での物品販売業
- 株式会社耕人舎（議決権比率100%） - ターミナル内での物品販売業、2020年7月に本社に吸収合併[9]
- 株式会社キャスト（議決権比率55.6%、えんれいしゃの議決権比率44.4%） - 空港案内事業、グランドハンドリング事業 完全子会社、2024年4月に本社に吸収合併[10]

## その他
- 1970年代後半から1980年代初め頃にかけ、UHBテレビで平日の22時54分から5分間の天気予報のスポンサーとなっていた。
- 上記FMノースウェーブがかつてグループ会社（当社からみて孫会社にあたる）であった関係で、新千歳空港国内線ターミナルビル内にサテライトスタジオがあったほか、複数の旅行関連の番組や航空需要喚起の企画が行われたり、番組などへのスポンサーとなっていた。